# مریم حسانی
مریم حسانی (انگلیسی: Maryam Hassani؛ زادهٔ ۸ اکتبر ۱۹۹۳) تیرانداز زن اهل بحرین است. وی در بازی‌های المپیک تابستانی ۱۹۲۰ شرکت کرده‌است.